# Ембер Рейн
Е́мбер Рейн (англ. Amber Rayne; нар. 19 вересня 1984, Детройт, Мічиган, США — 2 квітня 2016, Лос-Анджелес) — американська порноакторка, модель та акторка.
Померла в 31 рік від передозування.

## Нагороди
- 2009 AVN Award — Неоспівана старлетка року[4]
- 2009 XRCO Award — Неоспівана сирена[5]